# BC Nokia
O BC Nokia  é um clube profissional de basquetebol situado na cidade de Nokia, Finlândia Ocidental, Finlândia que disputa atualmente a Liga Finlandesa. Fundado em 1997, manda seus jogos na Nokian Palloiluhalli com capacidade para 750 espectadores.

## Títulos
- Korisliiga

Terceiro Colocado: 2014–15
- Divisão de acesso

Campeões (1): 2014-15